# لیکلند شر (مینه‌سوتا)
لیکلند شر، مینه‌سوتا (به انگلیسی: Lakeland Shores, Minnesota) یک شهر در ایالات متحده آمریکا است که در شهرستان واشینگتن واقع شده‌است.

## خصوصیات
لیکلند شر ۱٫۸۹ کیلومترمربع مساحت و ۳۱۱ نفر جمعیت دارد و ۲۲۴ متر بالاتر از سطح دریا واقع شده‌است.